# Nesanoplium dalensi
Nesanoplium dalensi är en skalbaggsart som beskrevs av Fortuné Chalumeau och Touroult 2005. Nesanoplium dalensi ingår i släktet Nesanoplium och familjen långhorningar. Inga underarter finns listade i Catalogue of Life.